# Баракіле
Баракіле (перс. بركيله) — село в Ірані, у дегестані Сардар-е-Джанґаль, у бахші Сардар-е-Джанґаль, шагрестані Фуман остану Ґілян. За даними перепису 2006 року, його населення становило 60 осіб, що проживали у складі 13 сімей.

## Клімат
Середня річна температура становить 13,04 °C, середня максимальна – 27,40 °C, а середня мінімальна – -1,71 °C. Середня річна кількість опадів – 549 мм.
| Клімат поселення                              | Клімат поселення | Клімат поселення | Клімат поселення | Клімат поселення | Клімат поселення | Клімат поселення | Клімат поселення | Клімат поселення | Клімат поселення | Клімат поселення | Клімат поселення | Клімат поселення | Клімат поселення |
| Показник                                      | Січ.             | Лют.             | Бер.             | Квіт.            | Трав.            | Черв.            | Лип.             | Серп.            | Вер.             | Жовт.            | Лист.            | Груд.            |                  |
| Середній максимум, °C                         | 11,41            | 10,00            | 11,17            | 15,82            | 20,73            | 25,85            | 27,40            | 27,19            | 22,74            | 19,65            | 14,60            | 11,27            |                  |
| Середня температура, °C                       | 5,55             | 4,15             | 5,32             | 9,97             | 14,87            | 20,00            | 23,05            | 22,84            | 18,38            | 15,28            | 10,23            | 6,91             |                  |
| Середній мінімум, °C                          | −0,28            | −1,71            | −0,54            | 4,12             | 9,02             | 14,14            | 18,68            | 18,46            | 14,01            | 10,91            | 5,87             | 2,54             |                  |
| Норма опадів, мм                              | 46               | 41               | 64               | 66               | 39               | 20               | 13               | 20               | 43               | 65               | 55               | 77               |                  |
| Середньомісячна швидкість вітру, м/с          | 2.04             | 2.34             | 2.44             | 2.46             | 2.26             | 2.00             | 2.29             | 2.17             | 1.93             | 1.94             | 2.09             | 1.87             |                  |
| Середньомісячна сонячна радіація, кДж/м²·день | 7044             | 9430             | 11596            | 15906            | 19604            | 22014            | 22783            | 19521            | 16087            | 11314            | 8729             | 6811             |                  |
| --------------------------------------------- | ---------------- | ---------------- | ---------------- | ---------------- | ---------------- | ---------------- | ---------------- | ---------------- | ---------------- | ---------------- | ---------------- | ---------------- | ---------------- |
| Джерело:                                      |                  |                  |                  |                  |                  |                  |                  |                  |                  |                  |                  |                  |                  |